# Georg Heym
Georg Heym (Hirschberg, 1887. október 30. – Berlin, 1912. január 16.) német költő.

## Élete
Apja államügyész volt, aki fiát hivatalnoki pályára szánta. Ő azonban jogi tanulmányainak befejezése (1911) után inkább tolmácsiskolába, majd katonának jelentkezett, hogy ezt elkerülje. Bevonulása előtt egy költőtársával, Ernst Balckkal a Havelen korcsolyázás közben beszakadt alattuk a jég, és vízbe fulladtak.

## Költészete
Verseiben a naturalista leírások rémálomszerű jelenésekké alakulnak át. Emiatt az expresszionizmus korai képviselőihez tartozik – hasonlóan Georg Traklhoz, bár tőle eltérően nem a (szabad) természet, a falusi környezet, hanem inkább a modern nagyváros és a technika költészetének fő témája, ihletője (A város istene, A városok démonai, Lázkórház). A kopár, pusztulásra érett nagyvárosokat az emberi társadalom kitaszítottjai (őrültek, vakok, süketek) népesítik be.
Az idill csak néhány versében, kivételképpen (Április; Vidáman) bukkan fel – de gyakran ez is sötét látomásba merül (Printemps).
Georg Heym verseinek többsége – a húszas évek expresszionista költészetével szemben – kötött formájú: Szinte kizárólag négysoros strófákból álló versek és szonettek alkotják.

## Művei
Életében egyetlen verseskötete jelent meg: Der ewige Tag (1911) (Az örök nap).
Halála után jelent meg Umbra vitae (1912) (Az élet árnyéka) című kötete, e kötetét Ernst Ludwig Kirchner német képzőművész illusztrálta.

## Magyarul
- Ködvárosok. Versek; vál., szerk. Hajnal Gábor, ford. Garai Gábor et al., utószó Lay Béla; Európa, Bp., 1966